# Arco (Leuchte)

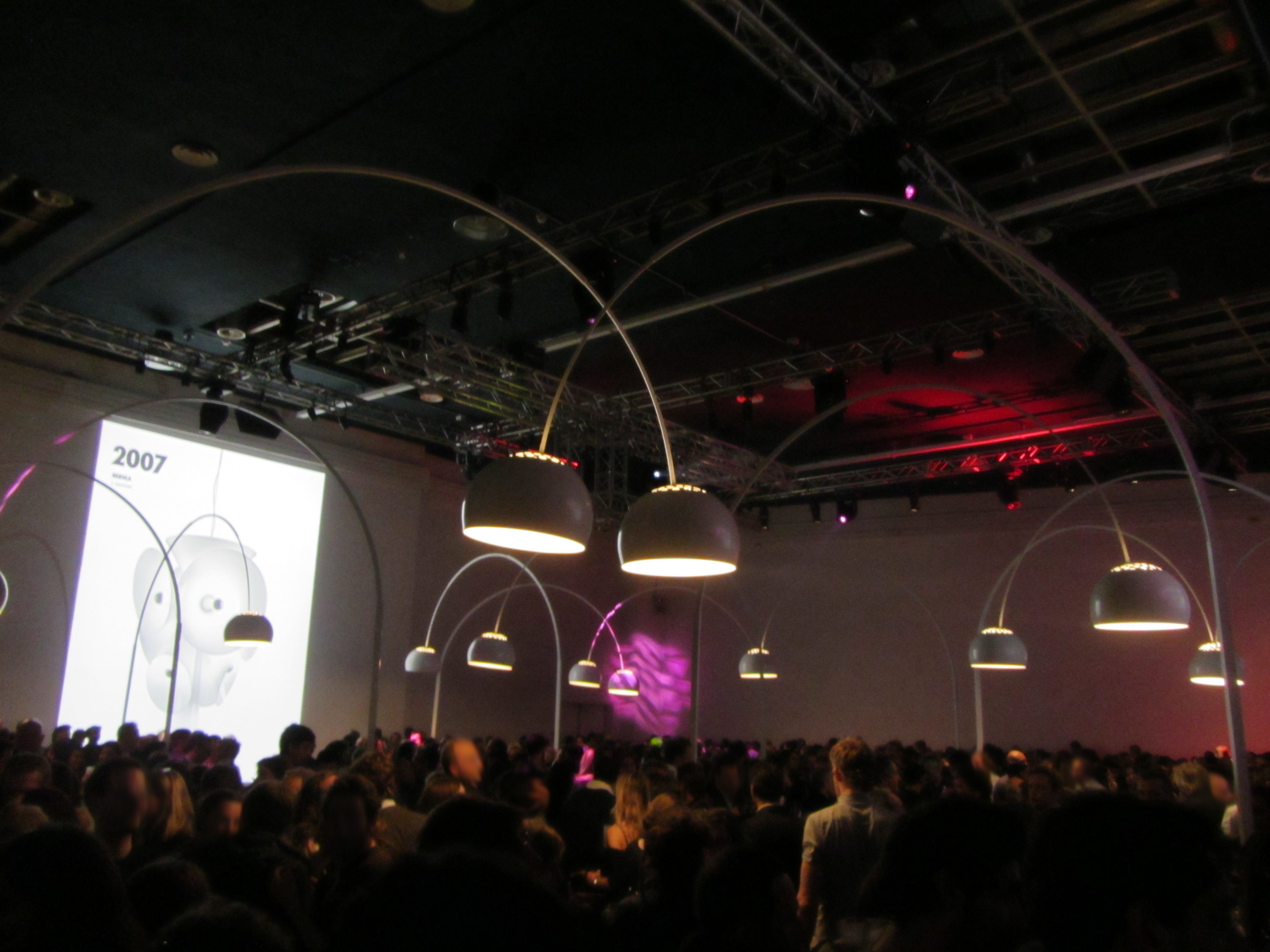
Arco-Leuchten bei der 50-Jahr-Feier von Flos in der größten einstellbaren Höhe

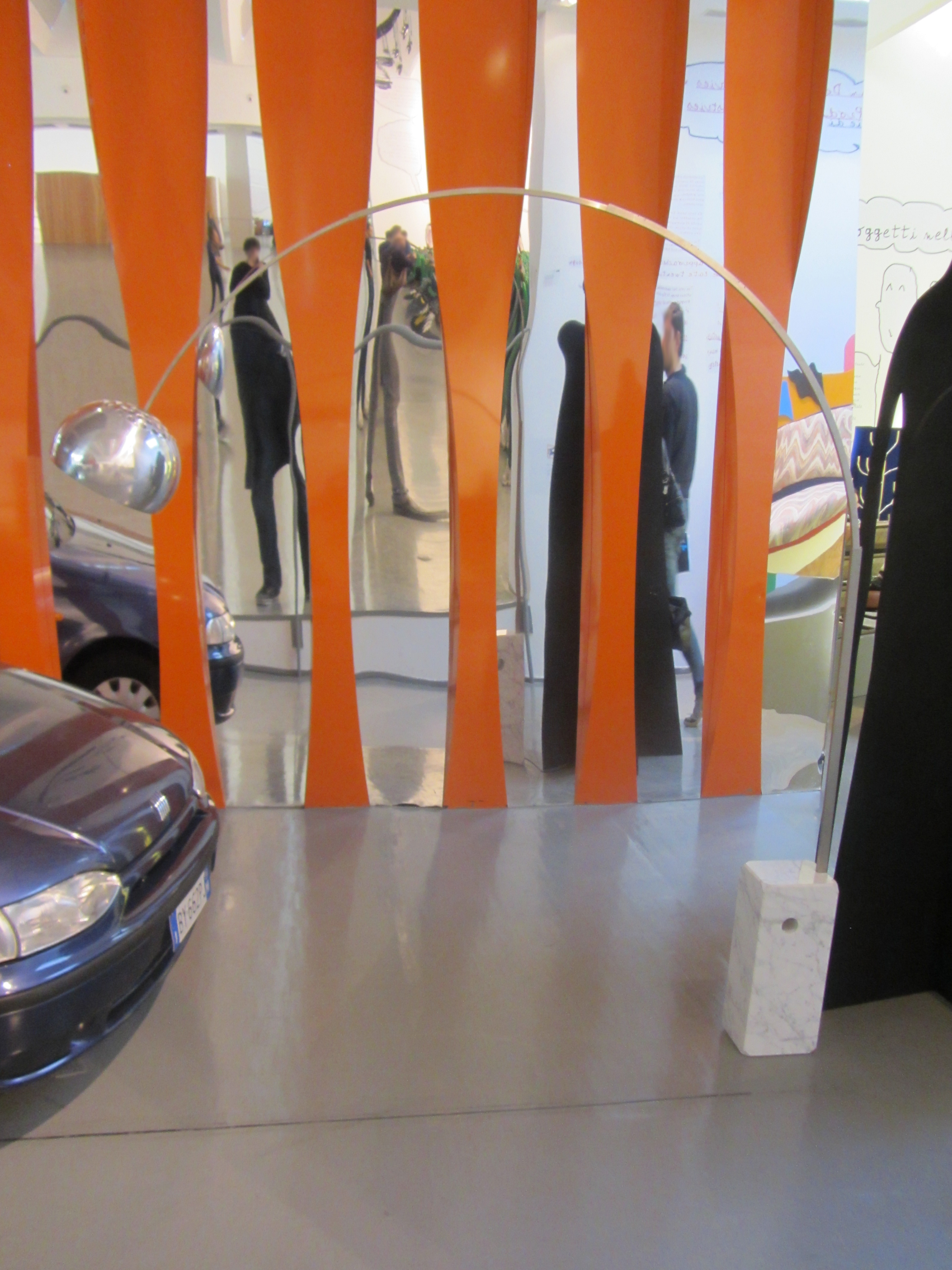
Arco im Triennale Design Museum in Mailand

Arco ist eine Stehleuchte, die 1962 von den italienischen Industriedesignern Achille und Pier Giacomo Castiglioni für den Leuchtenhersteller Flos entworfen wurde. Sie gilt als Ikone des modernen Industriedesigns.

## Geschichte
Die Brüder Castiglioni, die gemeinsam bereits seit 1945 Leuchten entworfen hatten, entwickelten die Leuchte um das Problem zu lösen, dass zur Installation von Deckenleuchten die Zimmerdecke beschädigt werden muss. Gemäß ihrem Motto, dass gutes Design genaue Beobachtung erfordert, fanden sie die Lösung in der Umsetzung von Straßenbeleuchtung, die sie für die Zimmerbeleuchtung adaptierten. Straßenlaternen sind fest am Boden fixiert und sind im Gegensatz zu den bis dato gängigen Zimmerstandleuchten in der Lage, mehrere Meter in ihrem Umkreis zu erhellen

Technische Zeichnung

Als Entsprechung für die Bodenverankerung wählten sie einen schweren Marmorblock, an dem ein Stahlbogen mit daraufsitzendem Leuchtkörper befestigt ist. Um das Problem zu umgehen, dass der Raum zwischen einer an einem Tisch sitzenden Person und der Leuchte nicht mehr passierbar wird, wurde der Bogen ausladend weit gestaltet. Das Problem des Umstellens wurde mit einem Loch im Marmorblock gelöst, sodass zwei Personen die Leuchte mit Hilfe eines Besenstiels bewegen können.
Als herausragendes Exemplar des Produktdesigns der Moderne wurde sie in die Sammlung des Museum of Modern Art aufgenommen. Bis heute wird die Leuchte nahezu unverändert von Flos produziert und vermarktet, die einzigen Änderungen betreffen Anpassungen an die jeweils gültigen Normen für Elektrogeräte.

## Beschreibung

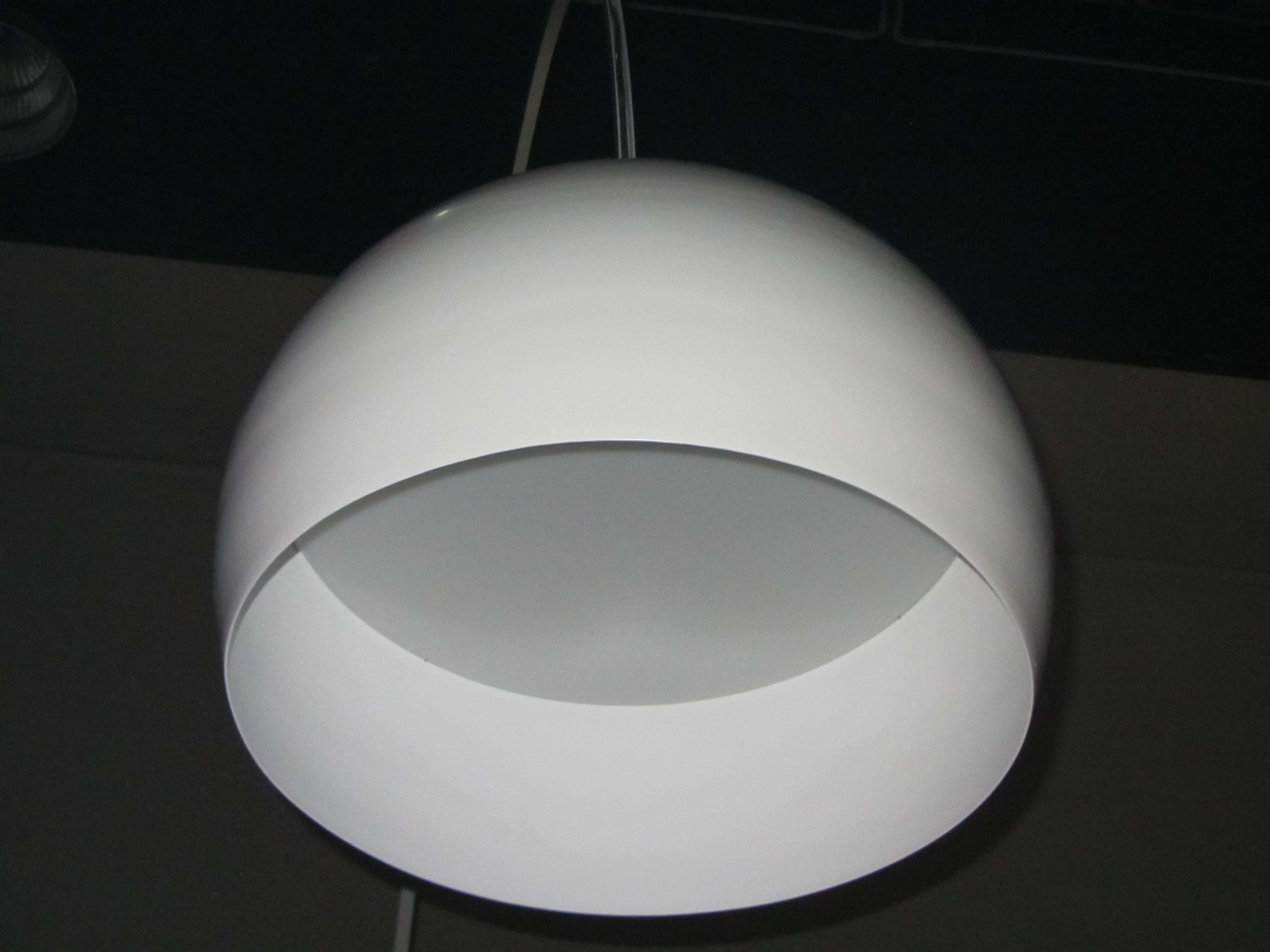
Lampenschirm

Der Fuß der Leuchte besteht aus einem etwa 65 kg schweren Block aus weißem Marmor mit abgerundeten Ecken. Im Marmorblock befindet sich ein Loch, das sowohl dem Transport der Leuchte dient, in dem aber auch die Befestigung des Ständers eingelassen ist.
Der bogenförmige Ständer besteht aus drei Teilen, die aus rostfreiem Stahl gefertigt sind und die teleskopartig ineinander gesteckt werden können. Hierdurch kann die Leuchte auf drei verschiedene Höhen verstellt werden, maximal befindet sich der Leuchtkörper zwei Meter oberhalb des Fußes. Die Verkabelung befindet sich in den Rohren. 
Der obere Teil des Schirms ist eine am Ständer fest montierte Haube, die zur Kühlung des Leuchtkörpers mit Löchern versehen ist. Daran befindet sich ein schwenkbarer Aluminiumring.